# Vergennes Township (Illinois)
Die Vergennes Township ist eine von 16 Townships im Jackson County im Südwesten des US-amerikanischen Bundesstaates Illinois. Im Jahr 2010 hatte die Vergennes Township 771 Einwohner.

## Geografie
Die Vergennes Township liegt rund 35 Kilometer östlich des Mississippi, der die Grenze zu Missouri bildet. Die Mündung des Ohio an der Schnittstelle der Bundesstaaten Illinois, Missouri und Kentucky befindet sich rund 115 km südlich.
Die Vergennes Township liegt auf 37° 54′ N, 89° 19′ W und erstreckt sich über 96,7 km², die sich auf 95,8 km² Land- und 0,9 km² Wasserfläche verteilen. 
Die Township liegt im Norden des Jackson County und grenzt nördlich an das Perry County. Innerhalb des Jackson County grenzt die Vergennes Township im Osten an die Elk Township, im Südosten an die De Soto Township, im Süden an die Somerset Township, im Südwesten an die Levan Township sowie im Westen an die Ora Township.

## Verkehr
Durch die Township verlaufen in Nord-Süd-Richtung auf einem gemeinsamen Streckenabschnitt die Illinois State Routes 13 und 127. Die südliche Grenze der Vergennes Township wird durch die Illinois State Route 4 gebildet. Alle weiteren Straßen sind County Roads oder weiter untergeordnete und zum Teil unbefestigte Fahrwege.
Mit dem Southern Illinois Airport befindet sich rund 25 km südlich der Vergennes Township ein Regionalflughafen. Der nächstgelegene größere Flughafen ist der Lambert-Saint Louis International Airport (rund 150 km nordwestlich).

## Demografische Daten
Nach der Volkszählung im Jahr 2010 lebten in der Vergennes Township 771 Menschen in 294 Haushalten. Die Bevölkerungsdichte betrug 8 Einwohner pro Quadratkilometer. In den 294 Haushalten lebten statistisch je 2,62 Personen. 
Ethnisch betrachtet setzte sich die Bevölkerung zusammen aus 97,1 Prozent Weißen, 0,3 Prozent Afroamerikanern, 0,1 Prozent (eine Person) amerikanischen Ureinwohnern sowie 0,1 Prozent Asiaten; 2,3 Prozent stammten von zwei oder mehr Ethnien ab. Unabhängig von der ethnischen Zugehörigkeit waren 1,9 Prozent der Bevölkerung spanischer oder lateinamerikanischer Abstammung. 
23,2 Prozent der Bevölkerung waren unter 18 Jahre alt, 62,8 Prozent waren zwischen 18 und 64 und 14,0 Prozent waren 65 Jahre oder älter. 50,7 Prozent der Bevölkerung war weiblich.
Das mittlere jährliche Einkommen eines Haushalts lag bei 43.478 USD. Das Pro-Kopf-Einkommen betrug 19.288 USD. 16 Prozent der Einwohner lebten unterhalb der Armutsgrenze.

## Ortschaften
Neben Streubesiedlung existiert in der Vergennes Township mit Vergennes eine selbstständige Gemeinde (mit dem Status „Village“).